# Ubalá
Ubalá es un municipio colombiano del departamento de Cundinamarca, ubicado en la Provincia del Guavio, a 107 km al oriente de Bogotá.

## Toponimia

### Origen lingüístico[3]
- Familia lingüística: Chibcha
- Lengua: Muysccubun

### Significado
El topónimo Ubalá, en muysccubun, puede significar "lugar de la falda" o "lugar de la pendiente". También "al pie de la loma". Ubalá presenta los vocablos uba "semilla, flor, rostro". Esta expresión es un unificador de la imagen, parte de la identidad de las expresiones de la vista, la "lugar, sitio".

### Origen / Motivación
El nombre de Ubalá hace referencia a uno de los poblados indígenas de la región a la llegada de los conquistadores españoles. Al igual que otros asentamientos, desapareció por diversos motivos, especialmente por epidemias; en la actualidad solo se conserva el nombre.

## Historia
En la época precolombina el territorio del actual municipio de Ubalá estuvo habitado por los chíos, pueblo que hacía parte de la Confederación Muisca, y que estaban asentados en lo que hoy es el caserío de Pueblo Viejo. Tras la llegada de los españoles, fueron habitados los sitios de Pauso, Siatala, Tualá, Zaque, Cusio, Guavio, Juiquín, Chusneque, Mámbita y Sueva; estos dos últimos sobrevivieron constituyéndose en veredas. 

### Época española
El primer cura doctrinero de esta comarca fue fray Alonso Ronquillo por los años de 1614 a 1620, hasta su muerte en 1642. A fines del siglo XVIII el poblado atravesaba ya una marcada decadencia debido a la migración de las familias hacia otras poblaciones y a una epidemia que azotó a la villa de Mámbita, que hizo que los sobrevivientes se trasladaran a Pueblo Viejo.

### Refundación
De 1833 a 1836 se desempeñó como párroco de Ubalá José Hilario Pachón, quien también ejerció el cargo en Gachalá.
El abandono definitivo del poblado se inició en 1845, a raíz de una disputa pasional derivada del adulterio de Catalina Rojas, quien era esposa del alcalde del poblado, Caledonio Urrego, la cual se enamoró de Pedro Daza e intentó abandonar a su esposo. El propio alcalde, disfrazado de mujer, dio muerte a la adúltera, por lo que fue condenado al fusilamiento. 
Los moradores del pueblo resolvieron dejar Pueblo Viejo y trasladarse a un terreno de propiedad de Pastor Ospina Rodríguez, hermano del presidente neogranadino Mariano Ospina Rodríguez, ambos oriundos de Guasca. El 13 de mayo de 1846 se erigió el distrito parroquial. El terreno, que era muy admirado por los viajeros del llano, era propicio para el levantamiento del pueblo, que fue posteriormente efectuado el 23 de octubre de 1846.
A fines del siglo XIX se produjeron descubrimientos de oro y plata por parte de pobladores de la región en varias fincas del municipio como Australia, San Rafael, La Victoria, El Curí, Los Cristales y El Milagro. El señor Indalecio Camacho descubrió minas de oro en el sitio El Píngaro, vereda de El Juncal.
En 1888 Fabián González B. denunció minas de filón de galena argentífera entre la uebrada Grande y el Río Guavio, cuya cesión pidió para él y sus compañeros, Celestino Castro y Demetrio Díaz. El 12 de mayo de 1909, ante la Gobernación de Quesada, fueron denunciadas minas de galena argentífera y otros metales en las fincas de Ubalá denominadas Australia, San Rafael, Victoria, El Curí, Los Cristales y el Milagro.

### SiglosXXyXXI
Como hecho importante es necesario incluir dentro de su proceso de desarrollo la construcción e inauguración en 1992 de la Central hidroeléctrica del Guavio, sobre el río homónimo, el cual produjo unos efectos socioculturales, económicos, ambientales y de transformación en sus relaciones comunitarias y en la infraestructura geopolítica circundante, ya que en la Zona A quedó establecida la presa y el área de inundación cubrió zonas altamente productivas del municipio, y en La Zona B se construyó la casa de máquinas. 
Previamente, durante las labores constructivas ocurrió un derrumbe de tierra en la mañana del 28 de julio de 1983 que llevó la vida de 130 operarios.
En agosto de 2022, líderes de Ubalá y demás municipios de la Provincia del Guavio decidieron bloquear los accesos terrestres del territorio ante los incumplimientos reiterados de reparación de su red vial que llevaron a poner en peligro las operaciones de la Central y por ende parte del servicio eléctrico colombiano, del cual se resolvió después de un mes con negociaciones con los gobiernos departamental y nacional.

## Geografía
- Extensión total: 50.48 km (urbana: 1.29 km²; rural: 49.19 km²)
- Altitud de la cabecera municipal: 1949 m s. n. m.
- Temperatura media: 18 °C

Geográficamente el municipio está enmarcado en la Cordillera Oriental bañado por el río Gachetá, cuyas aguas reposan en el Embalse del Guavio y luego van hacia este río homónimo hacia los Llanos y el Jagua hacia al sureste.

### Límites municipales
Ubalá está delimitada por municipios de su propio departamento, excepto al norte y oriente con Boyacá:
| Noroeste: Guayatá ( Boyacá)                       | Norte: Chivor ( Boyacá)                                      | Nordeste: Santa María ( Boyacá) (Río Guavio)           |
| Oeste: Gachetá                                    |                                                              | Este: Límite entre Santa María ( Boyacá) y Paratebueno |
| Suroeste: Gama (Río Gachetá y Embalse del Guavio) | Sur: Gachalá (Inspección de Palomas) *División las dos zonas | Sureste: Medina                                        |

## División Político-Administrativa
El municipio de Ubalá es el único del departamento que su territorio tiene un enclave, por lo cual se encuentra dividida en dos zonas (cada una posee centros poblados y veredas):    
|                      | Centros poblados                                                           | Veredas |
| -------------------- | -------------------------------------------------------------------------- | --- |
| Ubalá A (Occidental) | - Cabecera municipal - La Playa - Laguna Azul - Santa Bárbara - Santa Rosa | Betania, Cascadas, Cascajal, El Carmelo, El Carmen, El Cartucho, El Edén, La Mesa, Las Mercedes, Margaritas, Mundo Nuevo, Peñas Blancas, Rionegro, Robledal, Sagrado Corazón, San Antonio de Ubalá, San Antonio Rosa, San Cayetano, San Fernando, San Isidro, San José, San Juan, San Luis, San Pablo, San Pedro, San Roque Oeste, Santa María y Santa Rosita, Santa Teresa Oeste, Santuario y Sion. |
| Ubalá B (Oriental)   | - Mambita - San Pedro de Jagua                                             | Algodones, Alto de San Luis, Boca de Monte, Campo Hermoso, El Carmen, Gazajujo, Gibraltar, La Floresta, La Romaza, Puerto Rico, San Luis Bajo, San Roque Este, Santa Teresa y Soya. |

## Turismo
El municipio presenta un potencial excelente para desarrollar este sector, teniendo en cuenta elementos como el embalse, su belleza paisajística y valores culturales. Algunos de los principales atractivos turísticos son los siguientes:

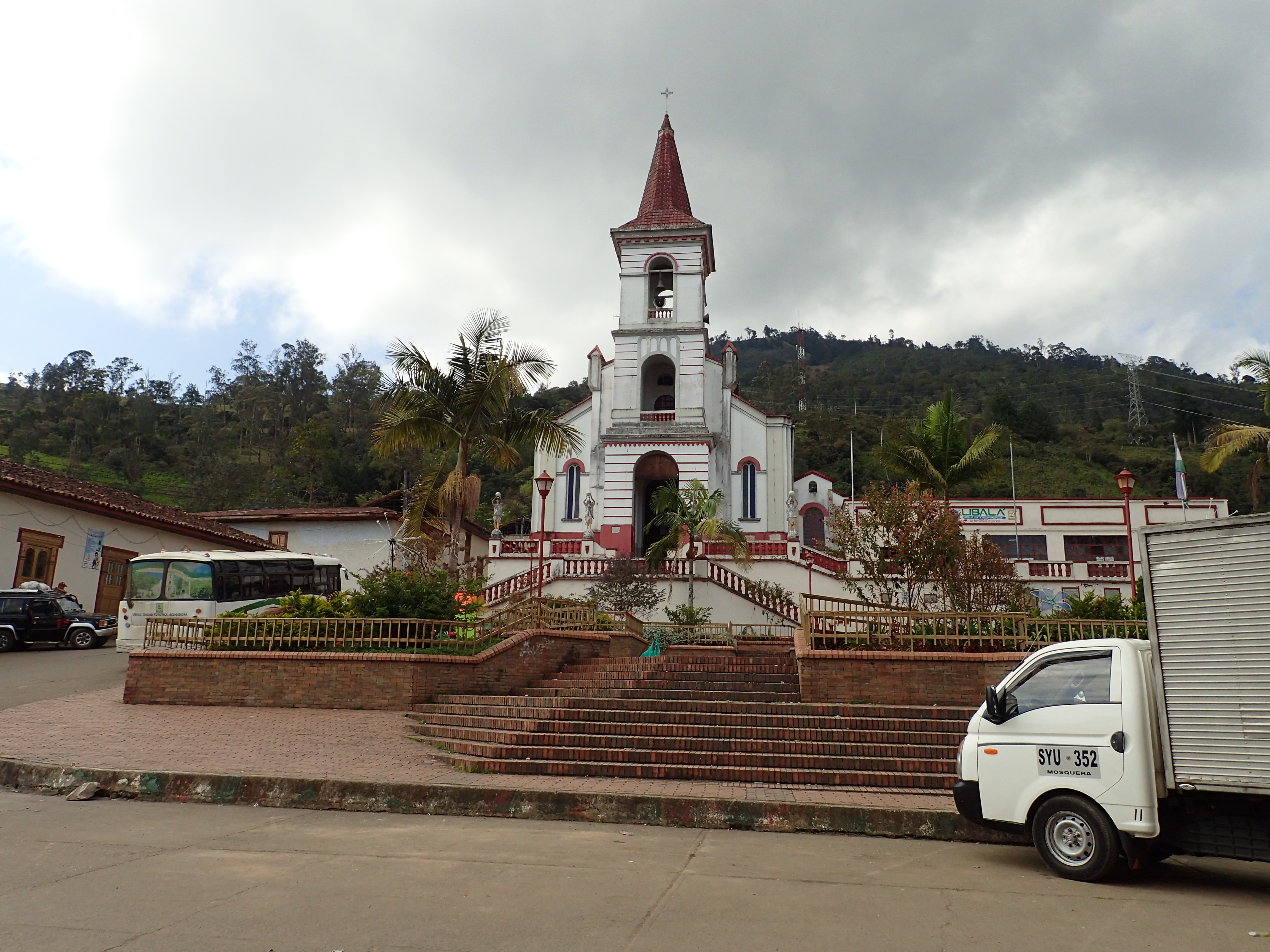
Iglesia parroquial de la Inmaculada Concepción de Ubalá.

- Laguna Verde: Es una laguna de aproximadamente 300 m de longitud y 40 m de anchura. Sobre la laguna existen varias leyendas locales. Es considerada una laguna sagrada por los muiscas, quienes afirman que en sus aguas habita una diosa.

- Iglesia de la Inmaculada Concepción: El templo parroquial de la Inmaculada Concepción de Ubalá fue construido en el año de 1846 por el señor Fernando Amezquita y la primera celebración fue realizada por su reverendo hijo. En 1910 se inició una reconstrucción de la iglesia, terminada en 1934, con la cual se consolidó la población. En la actualidad, la parroquia de Ubalá hace parte de la diócesis de Zipaquirá.

- Embalse del Guavio: Es una gran represa construida entre 1980 y 1992 en la que se realizan actividades deportivas, recreativas y de pesca.

- Cueva de Nitro: Es una caverna natural ubicada en terrenos que antiguamente fueron gobernados por el cacique Nitro.

- Quebrada de La Misericordia: Se encuentra en la inspección Soya, entre dos montañas, donde forma pequeños lagos y cascadas de aguas cristalinas.

- Cascadas de Agua Blanca: Son varias cascadas con caídas de hasta 50 m que desembocan en el río Chivor.

## Economía

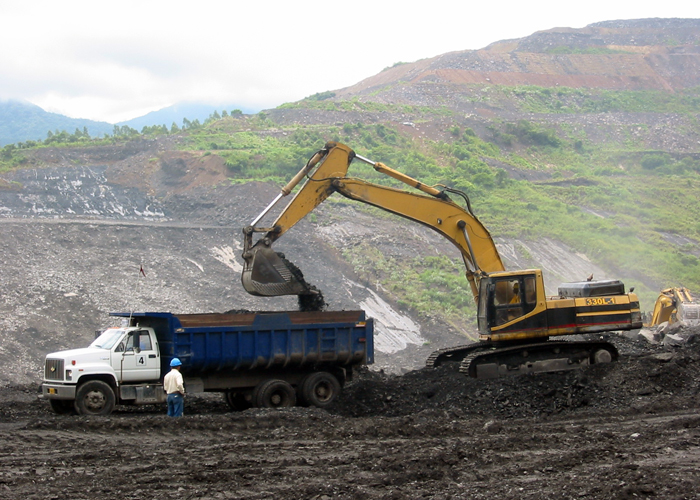
Mina de hierro El Santuario de Ubalá administrada por Acerías Paz del Río.

### Sector Agropecuario
La base del desarrollo económico municipal lo constituye el sector primario, con actividades agropecuarias con sistemas de producción primordialmente de autoconsumo y pequeños excedentes destinados para los mercados locales y regionales con énfasis en Bogotá.   
En la actividad agrícola los cultivos más representativos son la caña panelera, el maíz, la yuca, la arracacha, el café, frutas y verduras, de los cuales muchos podrían producirse aprovechando la potencialidad de las tierras y clima del municipio, con el objeto de abastecer la demanda interna y otros mercados de la provincia. 
La mayor parte de la ganadería es extensiva y de doble propósito. La producción permite atender la demanda local y ofrece excedentes para los mercados regionales de Zipaquirá, Bogotá y Boyacá. Las especies menores se enmarcan en un sistema productivo de autoconsumo que cubre la demanda local y genera algunos excedentes de porcinos para los mercados de Gachetá y Bogotá.

### Sector minero y energético
El municipio cuenta con importantes reservas o yacimientos de minerales como esmeraldas, barita, hierro, cuarzo, malaquita, mármol, calizas, pirita, cobre, yeso, petróleo y materiales para construcción, que están bajo derechos de explotación de entidades privadas.
Ubalá cuenta con la mina de hierro de explotación abierta y subterránea ubicada en la vereda Santuario, administrada por Acerías Paz del Río – Votorantim, donde se extrae de mejor calidad en Colombia. El mineral es transportado en volquetas desde la mina de hierro Santuario de Ubalá hasta Belencito (Boyacá) para ser procesado.

### Comercio  y servicios
El comercio y los servicios tienen mayor actividad por su función abastecedora de la demanda local. Los servicios financieros los presta el Banco Agrario. 
El transporte público de pasajeros a nivel intermunicipal con destino a Bogotá y municipios de la región, lo prestan  las empresas Flota Valle de Tenza, Transportes Guasca, Transportes Alianza y actualmente una cooperativa de taxis intermunicipal, Coointransubalá, por lo que este tipo de transporte se ha consolidado en los últimos años.

### Generación de empleo
La mayor ocupación de la población económicamente activa la tiene el sector agropecuario en los diferentes sistemas de producción de economía campesina. La población dedicada a estas actividades y la población que ocasionalmente se ocupa en obras de construcción, representan la mayor cantidad de empleos en el municipio.

## Vías de comunicación

### Nomenclatura urbana
El municipio de Ubalá posee 6 carreras y 5 calles definidas, angostas en su mayor parte y de fuertes pendientes debido a las condiciones topográficas de la región.

### Red vial departamental
- Desde Bogotá:
  - Para la parte occidental se accede desde esta ciudad desde la localidad de Chapinero (Carrera 7 con Calle 85) en sentido oriente por la Ruta Nacional 50 hacia los municipios de La Calera, Guasca (hasta el sector del Salitre, cerca a su casco urbano), Junín (vía Sueva) y Gachetá (Río Guavio) llegando hasta la zona occidental de Ubalá de 107 km.
  - Para acceder a la zona oriental, también se llega por la Autopista Norte de la capital en la Ruta Nacional 55 y por el mismo sentido por Chía hasta el embalse del Sisga en Chocontá y de ahí, por la Ruta Nacional 56 a Machetá entrando al departamento de Boyacá en trayecto al embalse de Chivor por Guateque, Somondoco, Macanal y Santa María para reentrar a Cundinamarca por las inspecciones ubalenses de Mámbita, Soya y San Pedro de Jagua.

- Desde Villavicencio: hacia la zona oriental se ingresa desde el departamento del Meta por la Ruta Nacional 65 pasando hacia el oriente por los municipios de Restrepo y Cumaral, llegando a Cundinamarca por Paratebueno hasta el río Gazaunta donde la vía conduce a Medina al norte hasta la inspección de San Pedro de Jagua.[10]
- Carretera de Palomas: Carretera que pertenece a la zona de influencia del Embalse del Guavio, une las dos zonas por el pasadizo de Palomas, que es una inspección de Gachalá, uniendo el casco urbano ubalense con la inspección de San Pedro de Jagua y de ahí a los Llanos por la vecina provincia de Medina.

### Red vial municipal
Las vías municipales son:
- Ubalá - Rionegro - Santa Rosa. Con 36 km de longitud es la segunda en importancia, comunica con las Inspecciones de Santa Rosa, Laguna Azul y La Playa y a sus veredas por medio de tres ramales que se desprenden de esta carretera.
- Alto del Oso - San Luis Con 11 km de longitud da acceso a las veredas de Santa María, San Antonio, San Luis y Betania. El transporte más común es el caballo de carga.

- La Vuelta (límites con Guayatá) - Laguna Azul. Con 19 km da acceso a la Inspección de Laguna Azul con sus veredas de Santa Bárbara, El Cartucho, Robledal, Sion y El Edén. El flujo vehicular es de pasajeros y de carga.

## Transporte
El servicio de transporte departamental y municipal lo prestan las empresas de Transportes Guasca, con seis recorridos diarios hacia Bogotá, la Flota Valle de Tenza y Transportes Alianza, con rutas de Bogotá hacia Gachalá cruzando por Ubalá, siete recorridos diarios, dos recorridos diarios de Bogotá - Ubalá - Santa Rosa y dos recorridos diarios Bogotá - Ubalá - Laguna Azul. Además existe el servicio de camperos particulares los días sábados que desplazan a los campesinos de sus veredas al casco urbano haciendo los recorridos que estimen necesarios.

## Símbolos municipales
- Bandera: El pabellón municipal está compuesto por tres franjas horizontales de colores verde, blanco con un Sol rojo en su centro y azul, distribuidas en igualdad de proporciones. 
  - La primera franja es de color verde, refleja la esperanza, abundancia y libertad
  - La segunda franja es de color blanco, evoca la inocencia, honestidad y pureza. El Sol rojo hace referencia al valor, atrevimiento e intrepidez
  - La tercera franja es de color azul celeste, y hace honor a la realeza, majestuosidad, hermosura y serenidad.
- Escudo: Al estilo español, dividido en un contorno perimétrico en fondo plata que indica el nombre del municipio y su significado en lengua aborigen y tres cuarteles siendo el superior izquierdo La Iglesia de la Inmaculada Concepción en fondo sinople, simbolizando la religiosidad popular, el derecho una mucura aborigen en fondo oro, representando a los muiscas y su actividad cerámica y el inferior, la Central Hidroeléctrica del Guavio rodeado por montañas.

## Estructura organizacional municipal
| Ubalá        | Ubalá       | Ubalá                      |
| Departamento | Código DANE | Categoría municipal (2023) |
| ------------ | ----------- | -------------------------- |
| Cundinamarca | 25839       | Sexta                      |

- Personería: Es un centro del Ministerio Público de Colombia que ejerce, vigila y hace control sobre la gestión de las alcaldías y entes descentralizados; velan por la promoción y protección de los derechos humanos; vigilan el debido proceso, la conservación del medio ambiente, el patrimonio público y la prestación eficiente de los servicios públicos, garantizando a la ciudadanía la defensa de sus derechos e intereses.

- Concejo Municipal: Es la suprema autoridad política del municipio. En materia administrativa sus atribuciones son de carácter normativo. También le corresponde vigilar y hacer control político a la administración municipal. Se regulan por los reglamentos internos de la corporación en el marco de la Constitución Política Colombiana (artículo 313) y las leyes, en especial la Ley 136 de 1994 y la Ley 1551 de 2012. Constituido por 11 concejales por un periodo de 4 años.

- Alcaldía Municipal: En esta se encuentra la administración municipal y las entidades descentralizadas del municipio. El Alcalde se pronuncia mediante decretos y se desempeña como representante legal, judicial y extrajudicial del municipio. El actual Alcalde municipal es Manuel Calderón Páez (2024-2027), elegido por voto popular.

Complementario al poder público municipal, Ubalá pertenece a las siguientes jurisdicciones:
- Control fiscal: Contraloría de Cundinamarca
- Rama judicial: circuito judicial de Gachetá [11]
- Ambiental: Corpoguavio[12]

## Personas destacadas
- Eduardo Ospina: (Ubalá, 30 de julio de 1891- Bogotá, 8 de junio de 1965). Sacerdote Jesuita, filósofo y teólogo, escritor, catedrático de la Universidad Javeriana.

- Horacio Bejarano Díaz: (Ubalá, 30 de abril de 1919 - Bogotá, 2 de febrero de 2005). Humanista, escritor, catedrático.

- Antonio José Bejarano Urrego: (Ubalá, 10 de mayo de 1939). Exsenador de la República y alcalde de Ubalá, el cual contribuyó con el desarrollo de la región.

- Rafael Linares Bernal: Sacerdote Jesuita.

- Rodrigo Álvaro Díaz: Sacerdote Salesiano.